# Obrium angulosum
Obrium angulosum är en skalbaggsart som beskrevs av Bates 1885. Obrium angulosum ingår i släktet Obrium och familjen långhorningar.
Artens utbredningsområde är Panama. Inga underarter finns listade i Catalogue of Life.